# Zibaldone
Le Zibaldone (en italien : Zibaldone di pensieri) est un « journal intellectuel » écrit par le poète et philosophe italien Giacomo Leopardi entre juillet 1817 et décembre 1832.

## Présentation
Giacomo Leopardi commence son journal durant l'été 1817, à l'âge de dix-neuf ans, alors qu'il vit encore chez ses parents à Recanati.
Il s'agit d'un recueil de pensées d'ordre intellectuel, de miscellanées, d'aphorismes, suivant un ordre préétabli par l'auteur, un système qu'il a mis au point et dont il laissa la clef. Le mot zibaldone, réputé intraduisible, peut être traduit approximativement par « mélange » (ce qui a donné le mot culinaire sabayon).
L'édition complète en fut posthume : sous le titre Pensieri di varia filosofia e di bella letteratura, elle eut lieu à partir de 1898, soit plus de soixante ans après la mort du poète, à Florence à la Librairie Felice Le Monnier et compta sept volumes, puis les éditions successives formèrent un total de plus de 4 500 pages, travail supervisé au départ par Giosuè Carducci. Le manuscrit avait été préservé par le plus proche ami du poète, l'écrivain et politicien Antonio Ranieri (1806-1888) et est aujourd'hui conservé à la Biblioteca nazionale Vittorio Emanuele III de Naples. 
Commentant l'ouvrage, Robert Maggiori écrit : « Nietzsche comparait Leopardi à Goethe, d'autres en ont fait un Pascal, un Dostoïevski, un Montaigne, un Kierkegaard, un Schopenhauer... Ce qui est sûr, en tout cas, c'est que le « secret » de cette « poésie pensante » et de ce « penser poétisant » se trouve dans le Zibaldone. Tout y est : linguistique, philologie, philosophie, politique, esthétique, science, histoire, histoire littéraire, morale, petites notules, grands développements, art d'être malheureux, désir et « théorie des plaisirs », théorie formaliste de la musique, critique du christianisme, métaphysique de la nature, raison, machiavélisme de la vie sociale, hymne aux illusions, théorie de l'origine du langage, influence du climat sur la moralité des peuples, notes de la vie quotidienne, souvenirs, amour, ennui... »

## Traduction française
La traduction française complète n'a été accomplie qu'en 2003 par Bertrand Schefer et compte quelque 2 400 pages.
- Tout est rien. Anthologie du Zibaldone di pensieri, traduction d'Eva Cantavenera et de Bertrand Schefer, Paris, Éditions Allia, 1998, 285 pages.
- Zibaldone, traduction intégrale, présentation et annotation de Bertrand Schefer, Paris, Éditions Allia, 2003, 2 396 pages,  (ISBN 9782844851314) ; nouvelle édition en 2019  (ISBN 979-10-304-1148-5).